# Louis Auguste-Dormeuil
Louis Auguste-Dormeuil (25 de agosto de 1868 — Saint-Germain-en-Laye, 8 de outubro de 1951) foi um velejador francês, campeão olímpico. Ele competiu nas provas de classe ½ – 1 Ton realizadas nos Jogos Olímpicos de Verão de 1900 e conquistou a medalha de ouro na segunda corrida disputada individualmente.